# Saint-Jean-du-Doigt
Saint-Jean-du-Doigt é uma comuna francesa na região administrativa da Bretanha, no departamento Finisterra. Estende-se por uma área de 20,03 km². Em 2010 a comuna tinha 660 habitantes (densidade: 33 hab./km²).